# Şirvan (Azerbaïdjan)
Pour les articles homonymes, voir Chirvan.
Şirvan (en azéri : [ ʃirˈvɑn] ; aussi transcrit Chirvan), est une ville d’Azerbaïdjan formant une unité administrative indépendante.

## Toponymie
Jusqu’en 1938 la ville s’est appelée Zubovka, puis jusqu’en 2008, elle s’est appelée Ali Bayramli (Əli Bayramlı), du nom d’Ali Bayramov qui avait œuvré à l’intégration de la république d’Azerbaïdjan dans l’Union soviétique et à l’émancipation des femmes.

## Population
| 1989   | 1991   | 1994   | 1995   | 1996   | 1997   | 2002   | 2003   | 2005   |
| ------ | ------ | ------ | ------ | ------ | ------ | ------ | ------ | ------ |
| 58 300 | 63 300 | 68 000 | 68 600 | 68 900 | 69 300 | 68 700 | 69 200 | 70 600 |

| 2009   | - | - | - | - | - | - | - | - |
| ------ | - | - | - | - | - | - | - | - |
| 76 648 | - | - | - | - | - | - | - | - |